# 绍姆
绍姆，是匈牙利绍莫吉州所辖的一个村。总面积23.35平方公里，总人口686，人口密度29.4人/平方公里（2011年1月1日）。